# Dave Pasin
David Pasin (Edmonton, 8 luglio 1966) è un ex hockeista su ghiaccio canadese naturalizzato italiano, di ruolo attaccante.

## Carriera

### Club
Dopo tre stagioni nella Western Hockey League tra le file dei Prince Albert Raiders, tra il 1982-83 e il 1984-85, Pasin si trasferì ai Boston Bruins, che l'avevano indicato come prima scelta (19º assoluto) nel 1984. Partì da titolare con 71 presenze in stagione regolare (con 37 punti, frutto di 18 gol e 19 assist) e 3 nei play-off (1 assist).
Dalla stagione successiva viene però girato a squadre AHL (i Moncton Golden Flames per una stagione, poi i Maine Mariners nel 1987-88 e parte del 1988-89). Nel corso della stagione 1988-89 fa le sue ultime presenze in NHL, con la maglia dei Los Angeles Kings (5 presenze e nessun punto). Termina la stagione nuovamente in AHL coi New Haven Nighthawks, con cui comincia anche la stagione successiva, quando passa prima agli Springfield Indians vincendo la Calder Cup e poi per la sua prima avventura in Europa all'HC Fribourg-Gottéron nella Nationalliga A svizzera.
Nel 1990-91 tornò negli Stati Uniti dove si divide fra i New Haven Nighthawks (AHL) e i Phoenix Roadrunners (IHL). Nella stagione successiva si trasferisce nuovamente in Europa, questa volta in Italia. Essendo di origini italiane (il padre era di Calvene, in provincia di Vicenza) ottiene anche la cittadinanza.
La sua prima squadra nel campionato italiano è il Gardena, all'epoca in A2. Decide di arrivare in Italia per visitare i luoghi d'origine del padre (Calvene, paese tra l'altro poco lontano da Asiago). Nel Gardena si mette in mostra con 89 punti in 30 incontri, e viene acquistato dal Bolzano. Coi biancorossi vince in tre stagioni uno scudetto (1994-95, anno in cui sarà anche miglior marcatore del torneo, con 108 punti, davanti ai compagni di squadra Bruno Zarrillo, Sergei Vostrikov e Roland Ramoser), un'Alpenliga (1994) e un Torneo 6 nazioni (1995).
Torna in IHL a fine 1995, ai San Francisco Spiders, con cui però gioca solo una stagione, prima di tornare a Bolzano per disputare l'Alpenliga e alcuni incontri di campionato 1996-97. Finirà quel campionato nuovamente in Svizzera, tra le file dell'HC Davos. Ha chiuso la carriera l'anno successivo, ancora in Svizzera, ma nella Nationalliga B, con l'HC Thurgau.

### Nazionale
Vanta una presenza con la Nazionale azzurra, in un torneo amichevole contro la Germania.

## Palmarès

### Club
- Calder Cup: 1

Springfield: 1989-1990
- Campionato italiano: 1

Bolzano: 1994-1995
- Alpenliga: 1

Bolzano: 1993-1994
- Torneo Sei Nazioni: 1

Bolzano: 1994-1995

### Individuale
- Capocannoniere della Serie A: 1

1994-1995 (108 punti)